# 大分県信用農業協同組合連合会
大分県信用農業協同組合連合会（おおいたけんしんようのうぎょうきょうどうくみあいれんごうかい）は、大分県大分市に本所を置く、大分県内の農業協同組合の信用事業を統括する県域農協系金融機関であり、県内農業協同組合を会員とする。

## 概要
通称は「JA大分信連」または「JAバンク大分」。
主に法人顧客を中心としており、個人取引は殆どなかったが、2015年に、下郷農業協同組合から信用事業を譲受し、有人店舗の下郷出張所を開設し、同組合の組合員を中心とした利用者を受け入れている。

## 沿革
- 1948年 - 設立。
- 2015年3月22日 - 下郷農業協同組合の信用事業を譲受し、有人出張所の下郷出張所を開設。
- 2024年
  - 3月25日 - 下郷出張所を廃止し、本所が継承。下郷農業協同組合の取引は当連合会で引き取らず、大分県信用組合耶馬渓支店に継承させる。
  - 12月23日 - 本所を、大分県農業協同組合新本店ビルに移転。

## 店舗所在地
- 本所（001）/大分県大分市舞鶴町一丁目4番15号 大分県農協会館内
- 下郷出張所（002）/大分県中津市耶馬溪町大字大島215番地の4  下郷農業協同組合内